# Moadon Kaduregel Maccabi Tel Aviv 2016-2017

## Rosa
Aggiornata al 31 gennaio 2017.
| N. |                      | Ruolo | Calciatore      |
| -- | -------------------- | ----- | --------------- |
| 1  | Israele (bandiera)   | P     | Daniel Lifshitz |
| 2  | Israele (bandiera)   | D     | Eli Dasa        |
| 3  | Israele (bandiera)   | D     | Yuval Spungin   |
| 5  | Argentina (bandiera) | C     | Óscar Scarione  |
| 6  | Israele (bandiera)   | C     | Gal Alberman    |
| 7  | Israele (bandiera)   | A     | Omer Atzili     |
| 9  | Israele (bandiera)   | A     | Eden Ben Basat  |
| 10 | Israele (bandiera)   | A     | Barak Itzhaki   |
| 11 | Israele (bandiera)   | A     | Tal Ben Haim II |
| 14 | Israele (bandiera)   | D     | Yoav Ziv        |
| 15 | Israele (bandiera)   | C     | Dor Mikha       |
| 16 | Israele (bandiera)   | C     | Shlomi Azulai   |

| N. |                    | Ruolo | Calciatore        |
| -- | ------------------ | ----- | ----------------- |
| 18 | Israele (bandiera) | D     | Eitan Tibi        |
| 20 | Israele (bandiera) | D     | Omri Ben Harush   |
| 22 | Israele (bandiera) | C     | Avi Rikan         |
| 23 | Israele (bandiera) | C     | Eyal Golasa       |
| 24 | Islanda (bandiera) | A     | Viðar Kjartansson |
| 26 | Israele (bandiera) | D     | Tal Ben Haim I    |
| 31 | Israele (bandiera) | P     | Barak Levi        |
| 40 | Nigeria (bandiera) | C     | Nosa Igiebor      |
| 45 | Israele (bandiera) | C     | Eliel Peretz      |
| 51 | Israele (bandiera) | C     | Yossi Benayoun    |
| 95 | Serbia (bandiera)  | P     | Predrag Rajković  |